# 赵各庄镇 (涞水县)
赵各庄镇，是中华人民共和国河北省保定市涞水县下辖的一个乡镇级行政单位。

## 行政区划
赵各庄镇下辖以下地区：
赵各庄村、板城村、白涧村、六顺村、计鹿村、河东村、平峪村、福山口村、小丰口村、蓬头村、汤家庄村、菩萨峪村、郭家峪村、下明峪村、淮北村、李各庄村、南峪港村、玉斗村、下安北村和上安北村。